# Eupithecia spenceata
Eupithecia spenceata là một loài bướm đêm trong họ Geometridae.